# Forevermore (Lied)

Cover der Single „Forevermore“

Forevermore ist ein Lied und eine Single der niederländischen Symphonic-Metal-Band Epica und Ruurd Woltring. Es erschien am 21. September 2012 beim Label Nuclear Blast.

## Entstehung
Woltring erklärt die Geschichte der Forevermore: „Als ich den Song schrieb, hieß er noch Stairway to Heaven. Einmal habe ich ein paar Songs von Van Canto zugehört (Water, Fire, Heaven, Earth und Hearted) und auch Our Farewell von Within Temptation. Dann kam ich auf die folgende Idee: 'Vielleicht sollte ich die Musik dieser Lieder mit meinen eigenen Texten kombinieren.' Die Texte erzählen die Geschichte eines Jungen, der einen Engel trifft. Sie gibt ihm das Gefühl, dass sie zusammengehören, obwohl ihre Welten weit auseinander liegen, und damit will sie ihn in den Himmel nehmen. Ein Teufel aber versucht, den Jungen nach unten zu ziehen in seine Welt, doch es gelingt ihm nicht, wegen all der positiven Energie der Engel.“ Der Song wurde in den Sandlane Recording Facilities, Rhijen (Niederlande), aufgenommen.

## Titelliste
1. Forevermore – 3:38

## Besetzung
- Gesang: Simone Simons
- Gitarre, Gesang: Mark Jansen
- Gitarre: Isaac Delahaye
- Bass: Rob van der Loo
- Synthesizer, Klavier: Coen Janssen
- Schlagzeug: Ariën van Weesenbeek
- Gesang: Ruurd Woltring